# Vlag van Haarzuilens

De vlag van Haarzuilens

De vlag van Haarzuilens is de dorpsvlag van het Nederlandse dorp Haarzuilens, in de Utrechtse gemeente Utrecht.

## Beschrijving
De beschrijving van de vlag luidde als volgt:
Gevierendeeld ; 1 en 4 in rood drie ruiten van wit, 2 en 3 in wit drie zuilen van rood.
Het ontwerp komt overeen met het wapenschild van het dorp.

## Verwant symbool

Het wapen van Haarzuilens

Abcoude
· Achterveld
· Austerlitz
· Haarzuilens
· Hoogland
· Hooglanderveen
· Lage Vuursche
· Meerkerk
· Vinkeveen
· Waverveen
· Zegveld
· Zijderveld
· Zuilen